# Nabil Asmar
Nabil Asmar (en Tamazight : ⵏⴰⴱⵉⵍ ⴰⵙⵎⴰⵔ), né le 28 novembre 1999 à Nador au Maroc, est un kick-boxeur marocain de la catégorie des poids welters. Il pratique le kick-boxing et les styles muay-thai, K-1 et light contact.

## Carrière
Né à Nador, Nabil Asmar est originaire des montagnes orientales du Rif, plus précisément de la ville de Selouane.
Il a commencé sa carrière sportive en 2009, alors qu'il n'avait encore que neuf ans. Il a révélé que sa pratique assidue du muay-thai et des sports de combat est une victoire pour l'esprit de sa mère, décédée il y a quelque temps.
Inscrivant 91 combats à son palmarès sportif, il a remporté de nombreux prix au niveau national et international, puisqu'il a participé à de nombreux tournois depuis le début de sa carrière. Il a imposé sa place dans l'arène sportive en remportant de nombreux titres au Maroc et a pu remporter six fois le championnat national marocain dont quatre années consécutives, si bien que sa réputation au Maroc est liée au monde des arts martiaux et du kick-boxing.
Il a également pu se faire une place sur la scène internationale en remportant de nombreux prix internationaux en Asie, en Europe et en Afrique : Notamment en Thaïlande, en Espagne, au Liban et à Dakar. Parmi ses réalisations en 2016, il s'est classé troisième du IFMA World Championship en Thaïlande.
Il s'est fait remarquer lors de son combat pour la ceinture MCS de l'organisation ACS en août 2022 au Liban contre son adversaire, le syrien Tariq Ghoneim, un événement qui a été diffusé sur la chaîne libanaise lbc. Au cours de ce combat, Nabil Asmar a remporté le titre du K.O le plus rapide de l'organisation ACS,, puisqu'il n'a fallu que 36 secondes pour que celui-ci parvienne à vaincre son adversaire en utilisant la technique du Jumping knee-kick.
Lors de son avant-dernier combat, Nabil Asmar a battu son adversaire russe Ilya Kodin au troisième round par K.O,,. Incapable de se lever, son adversaire a été transporté à l'hôpital à la suite des coups que Nabil lui a infligés.
En mai 2023, il se rend au Sénégal pour affronter son rival Togolais Fred Kudzete,, tous deux convoitent le titre WBC de champion d'Afrique des poids welters en muay-thaï. Il remporte ce combat pour devenir le premier marocain à remporter ce titre.

## Palmarès
- x6 fois champion du Maroc en muay-thai et kick-boxing
- Champion IFMA du Youth World Championships
- x2 Champion MCS de l'ACS poids-welters
- Champion d'Afrique WBC muay-thai welterweight

## Vie personnelle
Il a étudié le droit à l'Université Mohammed I de la ville d'Oujda.
Étant d'ethnie rifaine, Il parle la langue Tamazight zénète rifaine : le Tarifit. Aussi, il parle le dialecte marocain du Nord et maitrise la langue espagnole.